# Barão do Rio Bonito
Barão do Rio Bonito é um título nobiliárquico criado por D. Pedro I do Brasil, a favor de Joaquim José Pereira de Faro.
Titulares
1. Joaquim José Pereira de Faro (1768–1843);
2. João Pereira Darrigue de Faro (1803–1856) – filho do anterior, primeiro visconde com grandeza do Rio Bonito;
3. José Pereira de Faro (1832–1899) – neto do primeiro, sobrinho e genro do segundo.